# دكتور لوك
لوكاس سيباستيان جوتوالد (بالإنجليزية: Dr. Luke)‏ (من مواليد 26 سبتمبر 1973) المعروف بـ دكتور لوك وهو أمريكي الأصل : كاتب غنائي و منتج , بدأ في إنتاج الأغاني وكتابتها في سنة 1999 .

## أسماء بعض الفنانين الذي أنتج لهم
- ريانا
- كيتي بيري
- كيشا
- بريتني سبيرز
- مايلي سايروس
- كيلي كلاركسون
- بينك
- سيارا
- افريل لافين

## روابط خارجية
- دكتور لوك على موقع IMDb (الإنجليزية)
- دكتور لوك على موقع ميوزك برينز (الإنجليزية)
- دكتور لوك على موقع ميوزك برينز (الإنجليزية)
- دكتور لوك على موقع أول ميوزيك (الإنجليزية)
- دكتور لوك على موقع ديسكوغز (الإنجليزية)
- دكتور لوك على موقع ديسكوغز (الإنجليزية)
- دكتور لوك على موقع قاعدة بيانات الفيلم (الإنجليزية)